# حکم قطعی
حکم قطعی در اصطلاح حقوقی عبارت است از حکمی که به هیچ وجه از روش‌های عادی شکایت قابل تجدیدنظر و واخواهی نباشد. به عبارت دیگر حکم وقتی قطعی است که رسیدگی ماهوی بعدی نداشته باشد و قابل اجرا باشد. بر طبق ماده ۵ قانون آئین دادرسی مدنی ایران اصل بر قطعی بودن آراء دادگاه‌ها می‌باشد.
حکم قطعی می‌تواند از دادگاه بدوی یا در دادگاه تجدید نظر صادر یا در دیوان عالی کشور قطعیت یابد البته روش‌هایی برای اعتراض به حکم قطعی نیز وجود دارد. از جمله این روش‌ها می‌توان به انواع اعاده دادرسی در امور حقوقی، کیفری و خانواده اشاره نمود همچنین است اعاده دادرسی از رای دادگاه تجدید نظر یا واخواهی نسبت به رای قطعیت یافته با پذیرش عذر موجه، اعتراض شخص ثالث اشاره کرد.